# Доброскок, Александр Михайлович
Александр Михайлович Доброскок (12 июня 1982, Бузулук, СССР) — российский прыгун в воду, вице-чемпион Олимпийских игр 2000 года, двукратный чемпион мира.

## Спортивная карьера
В составе сборной России начал выступать с 1996 года. Первым серьёзным успехом в карьере Александра стала золотая медаль юниорского чемпионата Европы 1999 года.
В 2000 году отобрался на Олимпийские игры в Сиднее в личных и синхронных соревнованиях на трамплине. И если по итогам индивидуальных прыжков с трёхметрового трамплина Александр не попал в финальный раунд, то в синхронных прыжках в паре с Дмитрием Саутиным была завоёвана серебряная медаль.
В составе этой пары Доброскок принял участие на Олимпиаде в Афинах. Но спортсмены заняли лишь 7 место. После этой неудачи пара распалась. Через какое-то время Александр начал прыгать вместе с Глебом Гальпериным. Но пара просуществовала недолго и вскоре тоже распалась.
После этого Доброскок сосредоточился на индивидуальных прыжках.

## Личная жизнь
Александр Доброскок живёт и тренируется в Бузулуке. Женат на Надежде Александровне Доброскок, у супругов трое детей. 
Младший брат — призёр Олимпийских игр 2008 года и чемпион мира 2005 года по прыжкам в воду Дмитрий Доброскок.

## Награды и звания
- Заслуженный мастер спорта России (2000)
- Медаль ордена «За заслуги перед Отечеством» II степени — За большой вклад в развитие физической культуры и спорта,высокие спортивные достижения на Играх XXVII Олимпиады 2000 года в Сиднее (2001)